# 오엘컨설팅
오엘컨설팅(OL Consulting Co., Ltd)은 1986년 설립된 대한민국의 조경설계 및 감리, 계획 인허가, 친환경부동산컨설팅 기업이다.

## 오엘컨설팅의 사업분야
- 수목원 보관됨 2016-03-04 - 웨이백 머신, 식물원[깨진 링크(과거 내용 찾기)] 조성계획 및 인허가
- 친환경 리조트[깨진 링크(과거 내용 찾기)] 및 관광지 개발 인허가(온천 휴양지, 농어촌 관광 휴양지, 관광농원[깨진 링크(과거 내용 찾기)], 자연휴양림 보관됨 2016-03-04 - 웨이백 머신, 전원마을 보관됨 2016-03-05 - 웨이백 머신, 팬션단지 등)
- 관광휴양림 보관됨 2016-03-04 - 웨이백 머신 제2종 지구단위계획수립 및 개발
- 조경설계[깨진 링크(과거 내용 찾기)] 및 감리

## 조경설계
- 2009.01 세계평화의 숲(유수지공원)실시설계변경용역 → (사)생명의 숲 국민운동
- 2009.01 부산예술회관[깨진 링크(과거 내용 찾기)] 기본 및 실시설계용역 → 부산광역시 건설본부
- 2008.11 동래동물원 정비사업 실시설계용역 및 도시계획시설 → (주)원일이앤씨
- 2008.11 광장로 정비 기본 및 실시설계용역 → (주)한가람
- 2008.11 마산메디컬센터 신축공사 조경 실시설계용역 → (주)부산건축종합건축사사무소
- 2008.10 삼귀해안 테마파크 조성사업 실시설계용역 → 천진엔지니어링
- 2008.10 가야의 거리 철쭉길 조성사업 실시설계용역 → 천진엔지니어링
- 2008.09 골드테마특화거리 조성사업 실시설계용역 → 주식회사 CJ엔지니어링
- 2008.06 거창 일반산업단지 조성사업 실시설계 → (주)천진엔지니어링
- 2008.03 한라도서관 조경시설 실시설계 → 제주특별자치도

## 광역계획
- 2008.11 성산포 해양리조트(내수면) 조성 기반시설 기본및 실시설계 → 한일엔지니어링
- 2008.02 거문산 철쭉단지 조성사업 실시설계용역 → 부산시 기장군
- 2007.08 병문천한천 푸른숲 조성사업에 따른 기본설계 및 실시설계용역 → 산림조합중앙회제주도
- 2007.06 시흥목감지구택지개발사업조경분야 기본계획 및 기본설계용역 → 주택공사/(주)대한콘설탄트
- 2007.05 울산호계매곡지구 도시개발사업 조경실시설계용역 → (주)인화종합기술단
- 2007.03 무동지구 도시개발사업 실시설계 및 지구단위계획 수립용역 → 경상남도 창원시
- 2006.11 제주오름관리계획 → (재)제주발전연구원
- 2006.11 대도도서특화 시범사업공사 적격심의용 기본설계(T/K)용역 → (주)한양
- 2005.02 가야 유적연결로(3단계)조성공사 감리용역 → 김해시 문화관광사업소
- 2005.02 가야유적연결로(3단계)조성공사 감리용역 → 김해시문화관광사업소

## 생태계획
- 2008.07 병문천 푸른 숲 (2차)조성공사 실시설계용역 → 산림조합 중앙회 제주지회
- 2008.07 윤산생태숲 조성 1차년도 사업(2차)실시설계 → (주)원일이엔씨
- 2008.05 온천천 정비 사업승인 및 설계 → (주)메타이엔씨
- 2008.04 을숙도 습지확대 및 탐조대 설치공사 기본 및 실시설계 → 부산낙동강하구에코센터/원일
- 2008.02 한라생태숲 조성공사 실시설계용역 → 제주발전연구원/천마종합건설
- 2007.12 화천수달연구센터 건립 건축설계 용역 → 서울/극동엔지니어링
- 2007.08 해천생택복원 타당성조사 및 기본조사 → 경상남도 밀양시
- 2007.03 태안관광레저형 기업도시 친수형 인공수로조경기본계획 및 기본… → (주)삼호텍엔지니어링
- 2007.03 2007한라생태숲식생복원공사 실시설계 → 산림종합중앙회 제주도지회
- 2007.02 수영만계류지 데크조성공사 실시설계용역 → (주)원일

## 공원설계
- 2008.07 제주시공설공원 무연고 묘역 재개발사업 실시설계 → (주)한일엔지니어링
- 2008.03 제주 4·3평화공원 1,2단계 추진사업검토 및 3단계 기본계획수립 → (재)제주발전연구원
- 2007.12 울산 강동유원지 조경계획 및 설계용역 → 울산시/광원엔지니어링
- 2007.09 장유 근린공원 조성계획(변경)용역 → 경상남도 김해시
- 2007.07 장안 신기솥밭 주민쉼터 조성공사 실시설계용역 → 부산광역시 기장군
- 2007.04 천지연재해위험지구(7차)정비공사 실시설계용역 → 제주도 서귀포시
- 2007.03 도시숲(완충녹지,산림공원)조성공사 실시설계용역 → 울산광역시
- 2007.01 순환산책로 조성사업1단계 실시설계용역 → (주)씨엠엔지니어링
- 2006.08 부산추모공원 납골당 건립공사(조경설계용역) → (주)부산건축사사무소
- 2006.04 반여3동 어린이공원조성공사 실시설계용역

## 리조트계획
- 2007.07 동물원조성공사 조경실시설계용역 → (주)ACM건축사사무소
- 2007.06 몰운대유원지 조성계획(변경) 및 실시설계용역 → 부산광역시
- 2005.08 부산장애인 스포츠센터 건립공사 → (주)상지 엔지니어링건축사사무소
- 2005.07 동촌유원지 해맞이 조성공사 실시설계 → (주)대원엔지니어링
- 2005.04 어등산관광단지 사업계획 수립용역 → (주)한가람
- 2005.04 세계선문화체험타운 조성기본계획 수립용역 → (주)한가람
- 2004.02 동백유원지 화단,수벽조성공사 실시설계용역 → 부산시해운대구
- 2002.04 돝섬유원지 조성계획변경 및 사업시행자 지정 → (주)케이엔개발공사
- 2000.04 장유워터피아 유스호스텔 조성계획 수립용역
- 2000.02 아시아 경기대회 강서경기장 건립공사(조경실시설계) → (주)세진설계종합건축사사무소

## 아파트 조경설계
- 2008.07 코아루APT 경관녹지 사업시행자지정 및 실시계획인가 → (주)라인종합건축사사무소
- 2008.05 안양덕천 주택재개발지구사업지구 설계·시공 일괄입찰 기본설계 → (주)무영건축/디에이건축/피에이씨건축
- 2007.07 울산 신정동 중앙하이츠 신축공사 → 중앙건설 / (주)넓은들
- 2007.05 자산지구 주택재개발정비사업 → (주)예원건축
- 2007.05 상남,산호지구 주택재개발사업 설계용역(조경부문) → (주)예원건축
- 2006.06 거제동 롯데캐슬 아파트 신축공사(조경설계) → (주)부산건축종합건축사사무소
- 2006.04 금강맨션 재건축아파트 설계용역 → (주)시반건축
- 2006.03 울산 무거동 롯데아파트 신축공사 → (주)넓은들
- 2006.01 창원봉림임대주택단지 조성사업 조경부문 기본설계용역
- 2005.08 연지동유림아파트 조경설계변경 → 사계건설환경(주)

## 계획 인허가
- 2009.03 남양주(가칭)CJ 자연휴양림 조성사업 → 씨앤아이레저산업주식회사
- 2008.02 황해FEZ(송악단지)사업 수행 제안서 작성용역 → (주)드림이엔지
- 2007.09 성남 석운동 자연휴양림 조성기본계획 인허가용역 → (주)금화
- 2007.08 중앙공원(수정,구봉산일원)조성계획변경결정및 실시설계용역 → 최천택 추모사업회
- 2007.05 암남1구역 주택재개발 소공원 도시계획 실시인가 → (주)나우동인건축사사무소
- 2007.03 암남 공원 관리 사무실 및 휴게실 등 정비공사 실시설계용역 → 부산시 서구
- 2006.05 동읍 소도읍 종합육성계획 수립보완용역 → (주)천진엔지니어링
- 2005.09 제주 수목원(상효원)조성 지구단위계획 및 개발사업승인 → 상효원
- 2002.03 아름마을가꾸기 시범사업 세부개발계획 → (재)제주발전연구원
- 2000.12 제주4.3위령공원조성기본계획용역 → (재)제주발전연구원

## 기타
- 2008.05 화명동 고가도로[깨진 링크(과거 내용 찾기)] 하부 개발방안 기본계획 → 부산광역시북구
- 2007.10 칠성중외 7교 신 ·개축 및 체육관 증축 임대형 민간투자사업(BTL)(조경)
- 2007.09 도시숲(양정초교주변의외 1개소)조성 실시설계용역
- 2007.05 서울광장초외 8교 개축임대형 민자사업(BTL) → (주)이가종합건축사사무소
- 2007.05 대한제강앞 교통섬 조성공사 실시설계용역 → 부산시사하구
- 2007.04 용두중 2교 임대형 민간사업 도면제작건 → (주)다인그룹엔지니어링건축사
- 2007.03 칠성중 외 7교 신개축 및 체육관증축 임대형 민간투자사업( BTL) → (주)디엔비건축사사무소
- 2007.03 완도 맞춤형복합문화센터 BTL 시설사업 기본설계용역 → (주)광주공간건축사사무소
- 2007.02 삼정동 오심속 오솔길 조성사업 기본 및 실시설계 용역 → 경상남도 김해시
- 2006.12 서울광장초외 8교 개축임대형 민자사업(BTL)광장초 외 8교(조경) → (주)디엔비건축